# Káraný
Káraný är en ort i Tjeckien.   Den ligger i regionen Mellersta Böhmen, i den centrala delen av landet, 24 km öster om huvudstaden Prag. Káraný ligger 175 meter över havet och antalet invånare är 496.
Terrängen runt Káraný är huvudsakligen platt. Káraný ligger nere i en dal. Runt Káraný är det tätbefolkat, med 343 invånare per kvadratkilometer. Närmaste större samhälle är Čelákovice, 1,8 km sydost om Káraný. I omgivningarna runt Káraný växer i huvudsak blandskog.